# Doleschallia
Doleschallia es un género de lepidópteros de la subfamilia  Nymphalinae, familia Nymphalidae del sudeste de Asia.

## Especies
- Doleschallia bisaltide (Cramer, 1777) – Autumn Leaf
- Doleschallia browni Godman & Salvin, 1877
- Doleschallia comrii Godman & Salvin, 1878
- Doleschallia dascon Godman & Salvin, 1880
- Doleschallia dascylus Godman & Salvin, 1880
- Doleschallia nacar (Boisduval, 1832)
- Doleschallia noorna Grose-Smith & Kirby, 1889
- Doleschallia melana Staudinger, 1886
- Doleschallia rickardi Grose-Smith, 1890
- Doleschallia tongana Hopkins, 1927